# Bigger Than Us (chanson de White Lies)
Pour les articles homonymes, voir Bigger Than Us.
Singles de White Lies
Death
(2009) Strangers
(2011)
Bigger Than Us est le premier single tiré de l'album Ritual du groupe de rock alternatif anglais White Lies. La chanson est passée pour la première fois à la radio dans l'émission de Zane Lowe sur BBC Radio 1.
La chanson fait partie de la bande originale du jeu Need For Speed: Hot Pursuit de 2010

## Clip Vidéo
Le clip était visible en avant première sur le site du NME dès le 18 novembre 2010. C'est un hommage à E.T. de Steven Spielberg en 1982.

## Liste des chansons
7" Européen (45 tours)
1. "Bigger Than Us"
2. "Bigger Than Us (Datassette Remix)"